# Kopito, Cetinje
Kopito este un sat din comuna Cetinje, Muntenegru. Conform datelor de la recensământul din 2003, localitatea are 29 de locuitori (la recensământul din 1991 erau 44 de locuitori).

## Demografie
În satul Kopito locuiesc 23 de persoane adulte, iar vârsta medie a populației este de 47,6 de ani (41,9 la bărbați și 55,6 la femei). În localitate sunt 12 gospodării, iar numărul mediu de membri în gospodărie este de 2,42.
|  |

| Demografie | Demografie | Demografie |
| An         | Locuitori  | Locuitori  |
| ---------- | ---------- | ---------- |
|            |            |            |
|            |            |            |
|            |            |            |
|            |            |            |
| 1948       | 98         |            |
| 1953       | 94         |            |
| 1961       | 68         |            |
| 1971       | 47         |            |
| 1981       | 44         |            |
| 1991       | 44         | 44         |
| 2003       | 30         | 29         |

| \| Componența etnică conform recensământului din 2003[2] \| Componența etnică conform recensământului din 2003[2] \| Componența etnică conform recensământului din 2003[2] \| Componența etnică conform recensământului din 2003[2] \| Componența etnică conform recensământului din 2003[2] \| \| ----------------------------------------------------- \| ----------------------------------------------------- \| ----------------------------------------------------- \| ----------------------------------------------------- \| ----------------------------------------------------- \| \| \| \| \| \| \| \| Muntenegreni \| Muntenegreni \| \| 28 \| 96,55% \| \| Sârbi \| Sârbi \| \| 1 \| 3,44% \| \| necunoscută \| necunoscută \| \| 0 \| 0% \| |              |  |    |        |
| Componența etnică conform recensământului din 2003 |              |  |    |        |
| |              |  |    |        |
| Muntenegreni | Muntenegreni |  | 28 | 96,55% |
| Sârbi | Sârbi        |  | 1  | 3,44%  |
| necunoscută | necunoscută  |  | 0  | 0%     |